# Henry Sydney
Henry Sydney (ur. 8 kwietnia 1641 w Paryżu, zm. 8 kwietnia 1704 w Londynie) – angielski arystokrata, młodszy syn Roberta Sidneya, 2. hrabiego Leicester, i Dorothy Percy, córki 9. hrabiego Northumberland. Brat Philipa, 3. hrabia Leicester, i sir Algernona Sydneya, straconego w 1683 r. na rozkaz Karola II.
W latach 1662–1678 był Master of the Robes. W 1679 r. został członkiem Izby Gmin. Był przeciwnikiem katolickiego króla Jakuba II. Po narodzeniu katolickiego następcy tronu został jednym z członków „nieśmiertelnej siódemki”, którzy wysłali list do księcia Oranii z prośbą, aby ten obalił Jakuba II i objął tron Anglii. List ten spisał właśnie Sydney.
Kiedy książę Oranii jako Wilhelm III został królem Anglii mianował Sydneya w 1690 r. wicehrabią Sydney i baronem Milton. Wcześniej, bo w 1689 r., Sydney został Custos Rotulorum Kentu. W latach 1689–1692 i 1694–1704 był lordem namiestnikiem Kentu.
Sydney brał udział w wyprawie króla Wilhelma do Irlandii w 1690 r. i brał udział w bitwie nad Boyne. Później towarzyszył królowi w jego podróży do Hagi. W latach 1691–1702 Sydney był lordem strażnikiem Pięciu Portów. W latach 1692–1693 został lordem namiestnikiem Irlandii. W latach 1693–1702 był generałem artylerii. Od 1699 r. był Groom of the Stole. W 1694 r. został kreowany hrabią Romney. Był również generałem-porucznikiem Grenadierów Gwardii (Grenadier Guards).
Po śmierci króla Wilhelma w 1702 r. i wstąpieniu na tron królowej Anny, Romney utracił łaski królewskie. Zmarł w Londynie w 1704 roku Nigdy się nie ożenił i nie pozostawił potomstwa. Wszystkie jego tytuły wygasły.
Do naszych czasów zachowała się bogata korespondencja Romneya z lordem Dartmouthem (98 listów) i lordem Portlandem.